# Marco Minghetti
Marco Minghetti, italijanski politik, * 8. november 1818, Bologna, † 10. december 1886, Rim.
Minghetti je med 24. marcem 1863 in 28. septembrom 1864 bil predsednik Vlade Italije.